# Davidson Ezinwa
Davidson Ezinwa (22 novembre 1971) è un ex velocista nigeriano, fratello dell'atleta Osmond Ezinwa.
Partecipò a tre edizioni dei Giochi olimpici: a Seul 1988 prese parte alla staffetta 4×100 metri, ma la sua squadra non si qualificò per le semifinali; a Barcellona 1992 si piazzò all'ottavo posto nei 100 metri piani e vinse la medaglia d'argento nella staffetta 4×100 metri con Oluyemi Kayode, Chidi Imoh, Olapade Adeniken e Osmond Ezinwa; ad Atlanta 1996 fu sesto nei 100 metri piani, mentre non raggiunse le finali nella staffetta.
Al suo attivo ha una medaglia d'argento nei 100 metri piani ai Mondiali di Atene 1997 e un bronzo ai Mondiali indoor dello stesso anno nei 60 metri piani. Quando gareggiava nella categoria juniores prese parte ai mondiali juniores di atletica leggera, conquistando l'oro nei 100 metri piani, l'argento nei 200 metri piani e il bronzo nella staffetta 4×100 metri con Innocent Asonze, Nnamdi Anusim e Osmond Ezinwa.
Risultò positivo due volte ai test antidoping: nel febbraio 1996 per l'efedrina e nel 1999, insieme al fratello Osmond, per l'hCG.

## Progressione

### 100 metri piani
| Stagione | Risultato | Luogo      | Data      | Rank. Mond. |
| -------- | --------- | ---------- | --------- | ----------- |
| 1999     | 10"20     | Ingolstadt | 11-7-1999 |             |
| 1998     | 10"04     | Jena       | 24-5-1998 |             |
| 1997     | 10"10     | Atene      | 3-8-1997  |             |
| 1996     | 10"03     | Atlanta    | 16-7-1996 |             |
| 1995     | 10"08     | Parigi     | 3-7-1995  |             |
| 1994     | 9"94      | Linz       | 4-7-1994  |             |
| 1993     | 10"14     | Zurigo     | 4-8-1993  |             |
| 1992     | 9"96      | Walnut     | 18-4-1992 |             |
| 1991     | 10"20     | Tokyo      | 25-8-1991 |             |
| 1990     | 10"05     | Bauchi     | 4-1-1990  |             |

## Palmarès
| Anno | Manifestazione     | Sede       | Evento                | Risultato     | Prestazione | Note |
| ---- | ------------------ | ---------- | --------------------- | ------------- | ----------- | ---- |
| 1988 | Giochi olimpici    | Seul       | Staffetta 4×100 metri | elim. qualif. | 39"15       |      |
| 1990 | Mondiali juniores  | Plovdiv    | 100 metri             | Oro           | 10"17       |      |
| 1990 | Mondiali juniores  | Plovdiv    | 200 metri             | Argento       | 20"75       |      |
| 1990 | Mondiali juniores  | Plovdiv    | Staffetta 4×100 metri | Bronzo        | 39"68       |      |
| 1991 | Mondiali           | Tokyo      | 100 metri             | elim. semif.  | 10"20       |      |
| 1992 | Giochi olimpici    | Barcellona | 100 metri             | 8º            | 10"26       |      |
| 1992 | Giochi olimpici    | Barcellona | Staffetta 4×100 metri | Argento       | 37"98       |      |
| 1995 | Mondiali           | Göteborg   | 100 metri             | elim. qualif. | dns         |      |
| 1995 | Giochi panafricani | Harare     | 100 metri             | Oro           | 10"24       |      |
| 1996 | Giochi olimpici    | Atlanta    | 100 metri             | 6º            | 10"14       |      |
| 1997 | Mondiali indoor    | Parigi     | 60 metri              | Bronzo        | 6"52        |      |
| 1997 | Mondiali           | Atene      | 100 metri             | 6º            | 10"10       |      |
| 1997 | Mondiali           | Atene      | Staffetta 4×100 metri | Argento       | 38"07       |      |
| 1999 | Mondiali           | Siviglia   | 100 metri             | elim. qualif. | 10"40       |      |

## Altre competizioni internazionali
1994
- 7º alla IAAF Grand Prix Final, 100 metri piani - 10"46